# Syncirsodes lucida
Syncirsodes lucida là một loài bướm đêm trong họ Geometridae.